# Lichenophanes bicornis
Lichenophanes bicornis là một loài bọ cánh cứng trong họ Bostrichidae. Loài này được Weber miêu tả khoa học năm 1801.